# Мансфелд
Мансфелд (њем. Mansfeld) град је у њемачкој савезној држави Саксонија-Анхалт. Једно је од 22 општинска средишта округа Мансфелд-Сидхарц. Према процјени из 2010. у граду је живјело 10.166 становника. Посједује регионалну шифру (AGS) 15087275.

## Географски и демографски подаци
Мансфелд се налази у савезној држави Саксонија-Анхалт у округу Мансфелд-Сидхарц. Град се налази на надморској висини од 255 метара. Површина општине износи 143,8 km². У самом граду је, према процјени из 2010. године, живјело 10.166 становника. Просјечна густина становништва износи 71 становника/km².